# Arrondissements de la Mayenne

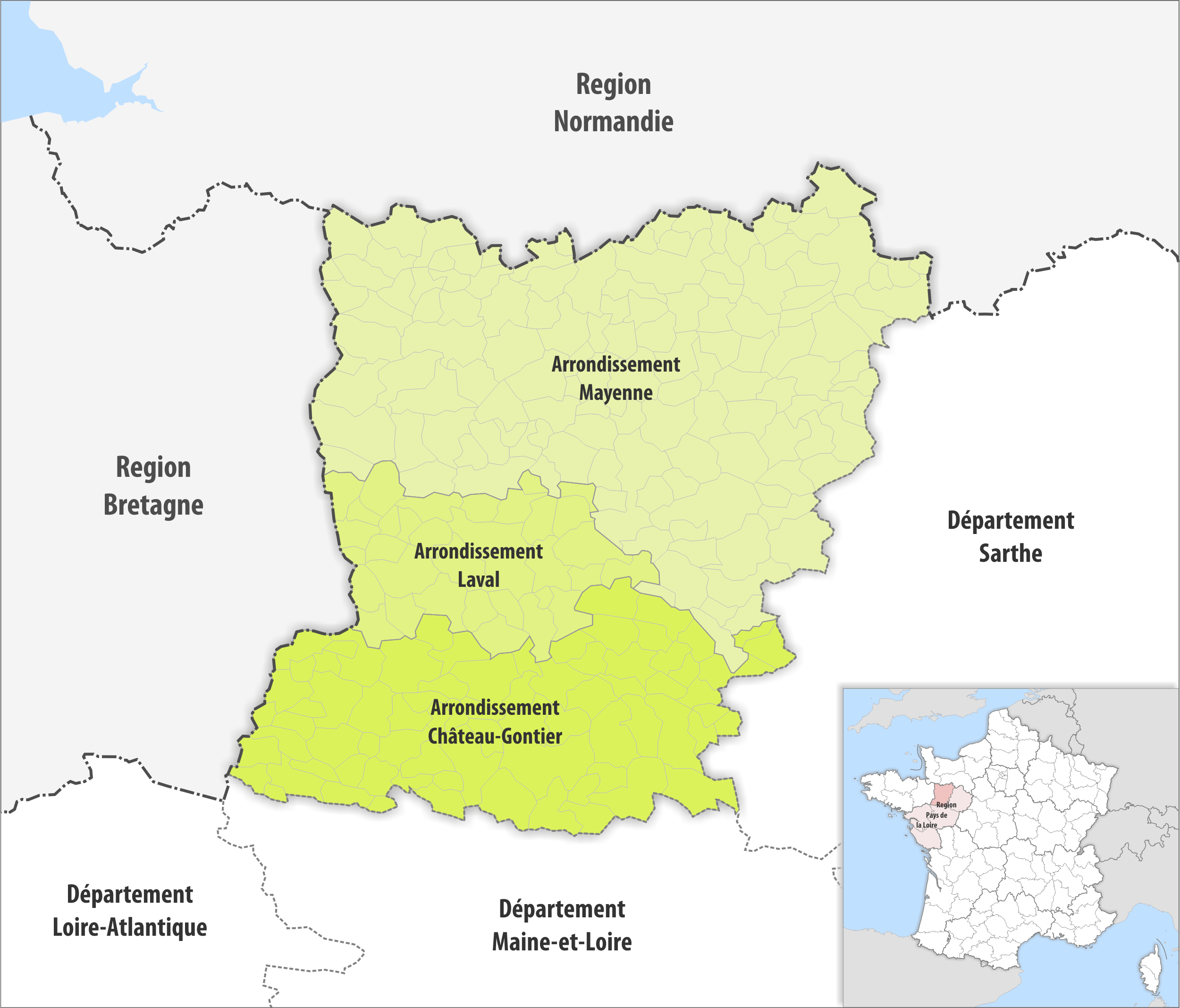
Les arrondissements de la Mayenne en 2019.

Le département de la Mayenne comprend trois arrondissements.

## Composition
| Nom                               | Code Insee | Superficie (km2) | Population (dernière pop. légale) | Densité (hab./km2) | Modifier             |
| --------------------------------- | ---------- | ---------------- | --------------------------------- | ------------------ | -------------------- |
| Arrondissement de Château-Gontier | 531        | 1 527,40         | 73 078 (2022)                     | 48                 | modifier les données |
| Arrondissement de Laval           | 532        | 686,10           | 114 872 (2022)                    | 167                | modifier les données |
| Arrondissement de Mayenne         | 533        | 2 961,80         | 117 487 (2022)                    | 40                 | modifier les données |
| Mayenne                           | 53         | 5 175,00         | 305 437 (2022)                    | 59                 | modifier les données |

## Histoire
- 1790 : création du département de la Mayenne avec sept districts : Château-Gontier, Craon, Ernée, Lassay, Laval, Mayenne, Sainte-Suzanne
- 1800 : création des arrondissements : Château-Gontier, Laval, Mayenne
- 1926 : suppression de l'arrondissement de Château-Gontier
- 1942 : restauration de l'arrondissement de Château-Gontier
- 30 mars 2016 : les limites des arrondissements sont modifiées pour s'adapter au découpage intercommunal[1].